# Nedrahovice
Nedrahovice (en allemand : Nedrahowitz) est une commune du district de Příbram, dans la région de Bohême-Centrale, en République tchèque. Sa population s'élevait à 459 habitants en 2020.

## Géographie
Nedrahovice se trouve à 6 km au sud-sud-est de Sedlčany, à 33 km à l'est-sud-est de Příbram et à 53 km au sud de Prague.
La commune est limitée par Sedlčany et Kosova Hora au nord, par Jesenice à l'est, par Sedlec-Prčice au sud, par Nechvalice au sud et au sud-ouest, et par Počepice et Vysoký Chlumec à l'ouest.

## Histoire
La première mention écrite de la localité date de 1366.

## Administration
La commune se compose de huit quartiers :
- Bor
- Kamenice
- Nedrahovice
- Nedrahovické Podhájí
- Radeč
- Rudolec
- Trkov
- Úklid

## Transports
Par la route, Nedrahovice se trouve à 6,7 km de Sedlčany, à 38,5 km de Příbram et à 85 km de Prague.